# Демократизация
Демократизацията е процес на преход към демократично управление. Демократизацията може да бъде преход от напълно авторитарен режим към изцяло демократичен режим, преход от авторитаризъм към квазидемокрация, или преминаване от полуавторитарен към демократичен контрол. Процесът на демократизация може да доведе до консолидация (например при Обединеното кралство), или смяна на властта в рамките на държавата, което обикновено е съпътствано с много катаклизми (например Аржентина).
Процесът на демократизация може да бъде повлиян или задвижван от различни фактори. Например, икономическия растеж, история и гражданско общество.